# Superliga 2011/12 (Türkei)
Die Saison 2011/12 war die 20. Spielzeit der Superliga, der höchsten türkischen Eishockeyspielklasse. Meister wurde Başkent Yıldızları SK.

## Modus
Die Liga wurde in zwei Gruppen aufgeteilt, wobei die Gruppe A mit 6 Mannschaften einen Teilnehmer mehr hatte als die Gruppe B. Die beiden Erstplatzierten jeder Gruppe qualifizierten sich für die Playoffs, in denen der Meister ausgespielt wurde. Für einen Sieg nach regulärer Zeit erhielt jede Mannschaft drei Punkte, bei einem Sieg nach Overtime zwei Punkte, bei einer Niederlage nach Overtime gab es einen Punkt und bei einer Niederlage nach der regulären Zeit null Punkte.

## Hauptrunde

### Gruppe A
|    | Klub                                   | Sp | S  | OTS | OTN | N  | Tore   | Punkte |
| -- | -------------------------------------- | -- | -- | --- | --- | -- | ------ | ------ |
| 1. | Kocaeli Büyükşehir Belediyesi Kağıt SK | 10 | 10 | 0   | 0   | 0  | 119:24 | 30     |
| 2. | Erzurum Gençlik SK                     | 10 | 8  | 0   | 0   | 2  | 75:30  | 24     |
| 3. | Truva Ankara                           | 10 | 6  | 0   | 0   | 4  | 90:63  | 18     |
| 4. | Büyükşehir Belediyesi Ankara SK        | 10 | 4  | 0   | 0   | 6  | 51:79  | 12     |
| 5. | İstanbul Paten SK                      | 10 | 2  | 0   | 0   | 8  | 31:123 | 6      |
| 6. | Anka SK                                | 10 | 0  | 0   | 0   | 10 | 3:50   | 0      |

Sp = Spiele, S = Siege, N = Niederlagen, OTS = Overtime-Siege, OTN = Overtime-Niederlage

### Gruppe B
|    | Klub                           | Sp | S | OTS | OTN | N | Tore   | Punkte |
| -- | ------------------------------ | -- | - | --- | --- | - | ------ | ------ |
| 1. | Başkent Yıldızları SK          | 8  | 8 | 0   | 0   | 2 | 179:10 | 24     |
| 2. | İzmir Büyükşehir Belediyesi SK | 8  | 6 | 0   | 0   | 2 | 126:23 | 18     |
| 3. | Ankara Üniversitesi SK         | 8  | 4 | 0   | 0   | 4 | 58:45  | 12     |
| 4. | Bogazici Paten Kulübü          | 8  | 1 | 0   | 0   | 7 | 20:150 | 3      |
| 5. | Erzurum BB                     | 8  | 1 | 0   | 0   | 7 | 12:167 | 3      |

## Playoffs
Halbfinale (14. März 2012)
- Başkent Yıldızları SK – Erzurum Gençlik SK 9:4
- İzmir Büyükşehir Belediyesi SK – Kocaeli Büyükşehir Belediyesi Kağıt SK 7:10

Spiel um Platz 3 (17. März 2012)
- İzmir Büyükşehir Belediyesi SK – Erzurum Gençlik SK 17:3

Finale (15. und 17. März 2012)
- Başkent Yıldızları SK – Kocaeli Büyükşehir Belediyesi Kağıt SK 7:3, 6:8